# Khalikote
Khalikote (o Khallikot, Khallikote, Kullikota, Kallikota) è una città dell'India di 10.959 abitanti, situata nel distretto di Ganjam, nello stato federato dell'Orissa. In base al numero di abitanti la città rientra nella classe IV (da 10.000 a 19.999 persone).

## Geografia fisica
La città è situata a 19° 37' 0 N e 85° 4' 60 E e ha un'altitudine di 53 m s.l.m..

## Società

### Evoluzione demografica
Al censimento del 2001 la popolazione di Khalikote assommava a 10.959 persone, delle quali 5.659 maschi e 5.300 femmine. I bambini di età inferiore o uguale ai sei anni assommavano a 1.364, dei quali 711 maschi e 653 femmine. Infine, coloro che erano in grado di saper almeno leggere e scrivere erano 7.289, dei quali 4.364 maschi e 2.925 femmine.